# Cirolana aleci
Cirolana (Anopsilana) aleci là một loài chân đều trong họ Cirolanidae. Loài này được Brusca, Wetzer & France miêu tả khoa học năm 1995.